# Sofie Gråbøl
Sofie Gråbøl (født 30. juli 1968, Frederiksberg) er en dansk, prisbelønnet skuespiller, der fra en ung alder har medvirket i adskillige succesfulde spillefilm og tv-serier.
Blandt hendes mest berømte roller er Mulle i Den eneste ene (1999), Hanne i Blinkende lygter (2000), titelkarakteren Julie i tv-serien Nikolaj og Julie (2002-2003) og Sarah Lund i tv-serien Forbrydelsen (2007-2013).
Hun har modtaget adskillige Bodilpriser for hhv. Bedste kvindelige birolle (1987, 2000 og 2017) og Bedste kvindelige hovedrolle (1994 og 2023), og adskillige Robertpriser for årets kvindelige hovedrolle – tv-serie (2013). Hun modtog Årets Reumert for bedste kvindelige hovedrolle i 2008.

## Baggrund
Gråbøl voksede op i et venstreorienteret miljø i et kollektiv på Frederiksberg, som søster til instruktøren Niels Gråbøl.
Hun gik på flere forskellige skoler, blandt andet den kristne Johannesskolen.
Hun har ingen gymnasieuddannelse. I sine tidlige 20'ere var Sofie Gråbøl interesseret i teologi, og hun fulgte en forelæsningsrække et enkelt semester på Teologisk Fakultet om Frans af Assisi.
Hun har dog aldrig været medlem af Folkekirken og hun blev først døbt i sine sene 30'er da hun skulle være gudmor.
Gråbøl har ingen egentlig skuespilleruddannelse bag sig. Hun søgte forgæves optagelse på Statens Teaterskole.

## Karriere
Sofie Gråbøls første rolle som skuespiller var en birolle i den internationale film, Oviri fra 1986, hvor hun spillede over for Donald Sutherland.
Hendes mor havde foreslået, at hun søgte rollen.
Ifølge Berlingske kom hendes birolle til at blive "central for hele filmen takket være hendes naturtalent."
Hendes gennembrud i en større rolle kom med hovedrollen i filmatiseringen af Tove Ditlevsens roman Barndommens gade fra 1986.
Omkring 2000 spillede hun markante biroller i flere populære filmkomedier:
Først dogmefilmen Mifunes sidste sang fra 1999 og samme år i Susanne Biers Den eneste ene, hvor Gråbøl spillede i polstret kostume som den tykke Mulle.
Året efter spillede hun i Blinkende Lygter, hvor hun over for Søren Pilmark stod for den værdsatte "puste æg"-scene.
Gråbøl fungerede som nudansk sproglærer for den ellers engelsktalende danske skuespiller Connie Nielsen, da Nielsen skulle spille i Susanne Biers Brødre.
I midten af 2000'erne havde hun centrale filmroller i to alvorlige familiedramaer der havde udgangspunkt i emnerne forældres tab af deres datter og incestanklage, henholdsvis Lad de små børn fra 2004 og Anklaget fra 2005, begge med manuskript af Kim Fupz Aakeson.
På tv har Gråbøl medvirket i flere populære DR tv-serier, først Taxa.
Senere spillede hun den gennemgående titelrolle i skilsmissedramaet Nikolaj og Julie.
Stor succes fik hun for sin ikoniske portrættering af kriminalkommissær Sarah Lund i DRs scandinoir-thrilleren Forbrydelsen.
Tv-serien gik over tre sæsoner, og Sofie Gråbøls rolle blev sammenlignet med en anden stor dansk kvinderolle: Malene Schwartz's Maude Varnæs.
Forbrydelsen blev solgt til mange lande, og er som en af de første skandinaviske tv-serier også blevet sendt på den britiske kanal BBC4.
Det medførte, at både tv-serien og Sarah Lund-rollen fik kultstatus.
Gråbøl måtte således give adskillige interviews til britiske medier og befandt sig på forsiden af tidsskiftet Radio Times i 2012.
Gråbøls første film efter Forbrydelsens afslutning var Søren Kragh-Jacobsens I lossens time baseret på Per Olov Enquists teaterstykke.
Ved bodiluddelingen i 2023 modtog Sofie Gråbøl en bodil for bedste kvindelige hovedrolle for sin rolle i Rose.

### Teater
Udover tv- og filmarbejde har Gråbøl haft adskillige teaterroller, blandt andet
i Lars Kaalunds gyser I en kælder på Dr. Dante og
i August Strindbergs Et drømmespil hvor hun ifølge Berlingske gav en "[fysisk] og sjæleligt lysende kraftpræstation".
Hun har også haft roller i Line Knutzons Snart kommer tiden og Håndværkerne samt Shakespeares Othello og Vintereventyret.

### Internationalt
Gråbøls succes med Sarah Lund fik hende engageret i flere engelsksprogede produktioner.
Først i en gæsterolle i den britiske sitcom Helt hysterisk (Absolutely Fabulous) i 2011 og derefter i den skotske teaterforestilling James III der havde premiere under Edinburgh Internationale Festival i 2014.
I dette historiske drama om Jakob 3. af Skotland, hvor hun spillede rollen som kongens ægtefælle Margrete af Danmark, modtog hun ros:
Gråbøl var ifølge The Independent "vidunderlig som den dolke-skarpe danske dronning, doing the sums behind the scenes, stage-managing the sexually incontinent Sives," mens hun "ejede scenen som en 1400-tals Angela Merkel";
for Guardian var hun "every bit as compelling a stage actor as her TV appearance in The Killing suggested."
Gråbøl modtog i januar 2015 endnu engang britisk eksponering, da i Sky Atlantics stort anlagt thriller tv-serie Fortitude hvor hun spiller en central rolle som borgmesteren Hildur Odegard.
I deres anmeldelse af første afsnit skrev Forbes at "Gråbøl tager styrken af Forbrydelsens Sarah Lund og kraften i Borgens Birgitte Nyborg, og kombinerer dem i en præsentation, der er resolut, virkningsfuld og bare en lille smule skræmmende — men lige under overfladen, er der en feminin sårbarhed, som sikkert vil kollidere med Odegards ambitioner som serien skrider frem."
I 2019 var Gråbøl at se i den britisk-amerikanske tv-serie Gentleman Jack på streamingtjenesten HBO Nordic. I tv-serien spiller hun Dronning Marie af Danmark.

## Filmografi
| År   | Titel                     | Rolle            |
| ---- | ------------------------- | ---------------- |
| 1986 | Oviri                     | Judith Molard    |
| 1986 | Barndommens gade          | Ester            |
| 1987 | Pelle Erobreren           | Jomfru Sine      |
| 1988 | Rami og Julie             | Julie            |
| 1991 | Høfeber                   | Bankassistent    |
| 1992 | Dotkniecie reki           | Annette Berg     |
| 1992 | De skrigende halse        | Anita Schulz     |
| 1993 | Sort høst                 | Clara Uldahl-Ege |
| 1994 | Nattevagten               | Kalinka          |
| 1995 | Carmen & Babyface         | Carmen           |
| 1995 | Pan                       | Edvarda Mack     |
| 1996 | Fede tider                | Anne             |
| 1997 | Sinans bryllup            | Cherie           |
| 1997 | Sekten                    | Mona             |
| 1997 | Mørkets øy                | Julie            |
| 1999 | Mifunes sidste sang       | Claire           |
| 1999 | Den eneste ene            | Mulle            |
| 2000 | Blinkende lygter          | Hanne            |
| 2001 | Grev Axel                 | Leonora Amalie   |
| 2004 | Lad de små børn...        | Brit             |
| 2005 | Anklaget                  | Nina             |
| 2005 | Den rette ånd             | Lærke            |
| 2006 | Direktøren for det hele   | Kisser           |
| 2007 | Vikaren                   | Carls mor        |
| 2007 | Daisy Diamond             | Sofie Gråbøl     |
| 2010 | Usynlige venner           | ?                |
| 2013 | I lossens time            | Helen            |
| 2014 | Det andet liv             | Mille            |
| 2016 | Der kommer en dag         | Lærer Lilian     |
| 2018 | The House That Jack Built |                  |
| 2021 | Venuseffekten             | Gitte            |

### Tv og tv-serier
| År        | Titel               | Rolle                        | Noter                          |
| --------- | ------------------- | ---------------------------- | ------------------------------ |
| 1987      | Sorg-agre           | Ungfruen                     | Novellefilm efter Karen Blixen |
| 1990      | Kära farmor         | Ung Dagmar                   |                                |
| 1999      | Taxa                | Anna Sander                  | Afsnit 50-56                   |
| 2002-2003 | Nikolaj og Julie    | Julie Krogh Andersen         | Kvindelig hovedrolle           |
| 2004      | Fjernsyn for voksne | Sygeplejeske                 | Afsnit 1                       |
| 2007      | Forbrydelsen        | Sarah Lund                   | Hovedrolle                     |
| 2009      | Forbrydelsen 2      | Sarah Lund                   | Hovedrolle                     |
| 2011      | Absolutely Fabulous | Gæsteoptræden som Sarah Lund |                                |
| 2012      | Forbrydelsen 3      | Sarah Lund                   | Hovedrolle                     |
| 2015      | Fortitude           | Guvernør Hildur Odegaard     | Fremtrædende rolle             |
| 2016      | Den anden verden    | Den onde dronning            | Julekalender                   |
| 2018      | Liberty             | Kirsten                      |                                |
| 2020      | The Undoing         | Anklager                     |                                |
| 2022      | Dag & nat           | Ella                         | Hovedrolle                     |
| 2023      | Huset               | Miriam                       | Hovedrolle                     |
| 2026      | Kastanjemanden      |                              |                                |

### Tegnefilm
- Skatteplaneten (2002) – Sophie Hawkins
- Sinbad (2003) – Marina
- Det levende slot (2004) – Sofie
- Nanny McPhee (2006) – Evangeline
- Pingvinmarchen (2006) – Fortæller
- Kejserens nye flip 2 (2006) – Chicha
- Lille Kylling (2006) – Gerda
- Min Nabo Totoro (2007) – Yasuko Kusakabe, Mei og Satsukis mor
- Kiki - den lille heks (2007) – Kokiri, Kikis mor
- Milo på Mars (2011) – Milos mor

## Priser og hædersbevisninger

### Film
- 1987: Bodilprisen for bedste kvindelige birolle og Robert for årets kvindelige birolle for Oviri
- 1994: Bodilprisen for bedste kvindelige hovedrolle og Robert for årets kvindelige hovedrolle for Sort høst
- 2000: Robert for årets kvindelige birolle for Den eneste ene
- 2005: Robert for årets kvindelige hovedrolle for Lad de små børn
- 2006: Robert for årets kvindelige hovedrolle for Anklaget
- 2012: Robert for årets kvindelige hovedrolle for Forbrydelsen 3
- 2017: Robert for årets kvindelige birolle for Der kommer en dag[15]
- 2023: Bodilprisen for bedste kvindelige hovedrolle for Rose

### Teater
- 2008: Reumert for årets hovedrolle for Et drømmespil, Betty Nansen Teatret

### TV
- 2011: British Academy Television Awards for Forbrydelsen.

### Andet
Derudover Ridderkorset.
2018: Nordens sprogpris 